# Tajny układ
Tajny układ – brytyjski serial telewizyjny wyprodukowany przez  Endor Productions, Red Arrow International  oraz 6 Degree Media, którego twórcami są Simon Maxwell i Matthew Parkhill. Serial jest emitowany od 5 kwietnia 2018 roku przez brytyjski FOX. W Polsce "Tajny układ" jest emitowany od 9 kwietnia 2018 roku przez Fox (Polska).

## Fabuła
Serial opowiada o Maxie Eastonie, byłym szpiegu, który prowadzi spokojne życie w Pirenejach. Po kilku latach zostaje wezwany przez George’a White’a, szefa tajnej komórki CIA i MI, aby powrócił do pracy jak szpieg w terenie i pomścić śmierć jego syna Harry’ego.

## Obsada

### Główna
- Mark Strong jako Max Easton[3]
- Joe Dempsie jako  Harry Clarke[4]
- Karima McAdams jako  Leyla Toumi[3]
- Lyne Renee jako  Anna Easton
- Anastasia Griffith jako  Amanda Jones
- Alistair Petrie jako George White

### Role drugoplanowe
- Adrien Jolivet jako Noah
- Cara Bossom jako Chloë Easton
- Indica Watson jako Lola Easton
- Rachel Shelley jako Elliot Taylor
- Alexandre Willaume jako Laurence
- Mark Holden jako John Lynn
- William Hope jako senator Hawes
- Bijan Daneshmand jako Ali Ardavan
- Corey Johnson jako Burrell
- Donald Sage Mackay jako Martin Collins
- Kingsley Ben-Adir jako Khalid Walker
- Zubin Varla jako Syed
- Amelia Bullmore jako Olivia Clarke
- Khalid Laith jako Anthony Kahani
- Mel Raido jako  Ryan Cooper

## Odcinki
| Seria | Odcinki | Oryginalna emisja w FOX | Oryginalna emisja w FOX | Polska emisja w Fox (Polska) | Polska emisja w Fox (Polska) | Polska emisja w Fox (Polska) |
| Seria | Odcinki | Premiera serii          | Koniec serii            | Premiera serii               | Finał serii                  |                              |
| ----- | ------- | ----------------------- | ----------------------- | ---------------------------- | ---------------------------- | ---------------------------- |
| 1     | 8       | 5 kwietnia 2018         | 24 maja 2018            | 9 kwietnia 2018              | 28 maja 2018                 |                              |
| 2     | 8       | 28 kwietnia 2019        | 23 czerwca 2019         | 26 maja 2019.                | —                            |                              |

### Sezon 1 (2018)
| Nr | # | Tytuł                                 | Reżyseria        | Scenariusz       | Premiera w FOX   | Premiera w Fox (Polska) |
| -- | - | ------------------------------------- | ---------------- | ---------------- | ---------------- | ----------------------- |
| 1  | 1 | 'Stare nawyki' Old Habits             | Robert Connolly  | Matthew Parkhill | 5 kwietnia 2018  | 9 kwietnia 2018         |
| 2  | 2 | 'Działania wojenne' A Kind of Warfare | Robert Connolly  | Simon Maxwell    | 12 kwietnia 2018 | 16 kwietnia 2018        |
| 3  | 3 | 'Nawrócony' The Man Came Around       | Robert Connolly  | Simon Maxwell    | 19 kwietnia 2018 | 23 kwietnia 2018        |
| 4  | 4 | 'Spotkanie po latach' Reunion         | Robert Connolly  | Stephen Thompson | 26 kwietnia 2018 | 30 kwietnia 2018        |
| 5  | 5 | 'Fuzja' Merger                        | Matthew Parkhill | Matthew Parkhill | 3 maja 2018      | 7 maja 2018             |
| 6  | 6 | 'Opowieści' Stories                   | Matthew Parkhill | Stephen Thompson | 10 maja 2018     | 14 maja 2018            |
| 7  | 7 | 'Szum biały' White Noise              | Matthew Parkhill | Simon Maxwell    | 17 maja 2018     | 21 maja 2018            |
| 8  | 8 | 'Krew na piasku' Blood in the Sand    | Matthew Parkhill | Matthew Parkhill | 24 maja 2018     | 28 maja 2018            |

### Sezon 2 (2019)
| Nr | # | Tytuł                       | Reżyseria | Scenariusz | Premiera w FOX   | Premiera w Fox (Polska) |
| -- | - | --------------------------- | --------- | ---------- | ---------------- | ----------------------- |
| 9  | 1 | Cicero                      |           |            | 28 kwietnia 2019 | 26 maja 2019            |
| 10 | 2 | Hard Sun                    |           |            | 5 maja 2019      | 2 czerwca 2019          |
| 11 | 3 | Declaration of Independence |           |            | 12 maja 2019     | 9 czerwca 2019          |
| 12 | 4 | Tomorrow's Victory          |           |            | 19 maja 2019     | 16 czerwca 2019         |
| 13 | 5 | Surrender                   |           |            | 2 czerwca 2019   | 2019                    |
| 14 | 6 | The New Normal              |           |            | 9 czerwca 2019   | 2019                    |
| 15 | 7 | Changes Upon Changes        |           |            | 16 czerwca 2019  | 2019                    |
| 16 | 8 | A Dead Man's Machine        |           |            | 23 czerwca 2019  | 2019                    |

## Produkcja
Na początku grudnia 2016 roku Fox Networks Group zamówiła pierwszy sezon serialu.
Pod koniec marca 2018 roku ogłoszono, że główne role zagrają: Karima McAdams i Mark Strong.
W maju 2017 roku poinformowano, że Joe Dempsie dołączył do obsady jako Harry Clarke.
5 kwietnia 2018 roku Fox Networks Group ogłosił przedłużenie serialu o drugi sezon.